# Isusove prispodobe
Isusove prispodobe slikovit su način pričanja u kojima, Isus slikama iz svakidašnjeg života predstavlja duhovnu stvarnost i Kraljevstvo Božje. Više od trećine Isusovih riječi bile su prispodobe. 
Prispodobe su karakterstične za Evanđelja. U proročkom naviještanju u Starome zavjetu također se mogu naći slične usporedbe, metafore i alegorija. U Novom zavjetu ima oko 40 Isusovih prispodoba. One su slikoviti govor razumljiv tadašnjem vremenu. Isus govori obično u prezentu o stvarima koje se u prirodi i životu ljudi redovito događaju, imaju svevremensko značenje. Povezuje se slika i stvarnost. Postoje zajedničke veze između svakodnevnice i duhovne stvarnosti i Kraljevstva Božjeg. Kao što se pastir raduje pronađenoj ovci, tako se Bog raduje zbog jednog obraćenog grešnika. Prispodobe nemaju ulogu poučavanja, već uvjeravanja preko suvislosti, općenitosti i nečega što ima univerzalno značenje.
Parabole su podvrsta prispodobe. U njima Isus opisuje pojedinačni događaj, koji se jednom dogodio ili je kao takav zamišljen. Pripovijedanje je često napeto i dramatično. Cilj je ganuti, potaknuti na obraćenje, doprijeti do srca. Takve su parabole npr. o izgubljenom sinu (LK 15,11-32) i bogatašu i Lazaru (Lk 16,19-31). 
Poučni primjeri vrsta su prispodoba, koje su izmišljenje priče s poukom. Cilj je potaknuti ljude, da se bolje ponašaju. Primjer je priča o milosrdnom Samaritancu (Lk 10, 29-37).
Prizori u prispodobama su iz svijeta odraslih i djece, iz različitih zanimanja, bogatih i siromašnih slojeva društva. To služi Isusovoj nakani, da se svi spase i da Božje kraljevstvo bude u svim područjima ljudskog života.
Snaga prispodoba je u reagiranju slušatelja. U prispodobama se pojavljuju neočekivani trenuci različiti od ljudske logike npr. u prispodobi o radnicima u vinogradu (Mt 20,1-16).  Time Isus stavlja pred slušatelja dva svjetonazora: dosadašnji i novi. Mnoge prispodobe završavaju pitanjem i dopuštaju slušatelju, da sam odluči koji će put odabrati. Isus želi, da se slušatelji prepoznaju u prispodobama, da se osjećaju pogođenima, da prepoznaju što ne valja u njihovo dosadašnjem životu i da zauzmu novi, drugačiji stav od dosadašnjeg.
U Evanđelju po Ivanu nema prispodoba, jer apostol Ivan gotovo i ne govori o Kraljevstvu Božjem koje je glavna tema prispodoba. Isusove prispodbe imaju autobiografski karakter s događajima iz Isusova života.
Neke prispodobe pozivaju na budnost, na otvaranje očiju prema drugačijem pogledu na svijet, na traženje Božjeg Kraljevstva. Takva je npr. prispodoba o mudrim i ludim djevicama (Mt 25,1-10). 
Neke su prispodobe odgovor na kritiku farizeja i bogatih krugova društva, pripadnika elite. Isus prihvaća i odbačene, niske slojeve društva i kritizira krute stavove elite, koju želi pridobiti na promjenu mišljenja. Primjer takve prispodobe je prispodoba o farizeju i cariniku (Lk 18,10-14). 
Neke prispodobe izražavaju bol, zbog odbijanja Boga poput prispodobe o sijaču (Mt 13,3-8), kada samo četvrtina sjemena daje urod, a ostalo propada.

## Najpoznatije prispodobe
- prispodoba o izgubljenom sinu (Lk 15:11-31)
- prispodoba o bogatašu i Lazaru (Lk 16:19-31)
- Prispodoba o sijaču  (Mt 13,3-8).
- prispodoba o milosrdnom Samaritancu (Lk 10:30-35)
- prispodoba o svadbenoj gozbi (Mt 22:1-14)
- prispodoba o farizeju i cariniku (Lk 18:9-14).
- prispodoba o radnicima u vinogradu (Mt 20:1-15)
- prispodoba o bezumnom bogatašu (Lk 12:16-20)
- prispodoba o smokvi (Mk 13,28-32)
- kvasac (Mt 13,33)
- blago i dragocjeni biseri  (Mt 13,44-46)
- zrno gorušice (Mt 13,31-32)
- ne budite zabrinuti za život (Lk 12,21-32)
- prispodoba o drvetu i plodovima (Mt 7,15-20)
- kuća na stijeni i kuća na pijesku (Mt 7,24-27)
- mudre i lude djevice (Mt 25,1-13)
- prispodoba o dva sina (Mt 21,28–32)
- prispodoba o vjernom sluzi (Mt 24,42-44)
- prispodoba o nepoštenom upravitelju (Lk 16,1-13)